# Sarane Ferret
Etienne „Sarane“ Ferret (* 1912 in Rouen; † 1970) war ein französischer Gypsy-Jazz- und Musette-Gitarrist. In den 1940er Jahren war er der bekannteste der drei Brüder Ferret, die alle in Frankreich zunächst als virtuose Banjo- oder Bandurria-Spieler,  später als Gitarristen auftraten.

## Leben und Wirken
Sarane Ferret, der aus einer gitarreliebenden Manouche-Familie stammte und von seinen Onkeln unterrichtet wurde, trat schon früh mit diesen in lokalen Tanzsälen auf, machte aber auch mit seinen Brüdern Straßenmusik. Gemeinsam mit seinem Bruder Baro Ferret zog er 1931 nach Paris. Dort wurde er bald als Banjospieler bei den Bals Musette bekannt, zunächst mit dem italienischen Akkordeonisten Vétese Guérino. Auch begleitete er osteuropäische Roma in den russischen Kabaretts. 1931 lernte er Django Reinhardt kennen, was seine Stilistik veränderte. Zunächst spielte er weiter Musette-Musik mit Akkordeonisten wie Gus Viseur, Charley Bazin, Louis Richardet oder Tony Muréna. 1939 ersetzte er Django Reinhardt im Londoner Kilburn Theatre; er war auch der einzige Gitarrist, der es wagte, in Gegenwart von Reinhardt solistisch zu spielen. Im Film La Romance de Paris von Jean Boyer begleitete er 1941 Charles Trénet.
In seinen eigenen Aufnahmen ab 1941 orientierte er sich am Spiel des  Quintette du Hot Club de France. Nach kurzer Zeit in einer Besetzung mit zwei Klarinetten wechselte er auf die Hot Club-Besetzung mit Violine, drei Gitarren (u. a. sein Cousin Challain Ferret) und Kontrabass, die er mit seinem Swing Quintette de Paris während der frühen Kriegsjahre in Frankreich lebendig erhielt und auch auf einigen Aufnahmen (mit den Geigern Robert Bermoser bzw. Georges Effrose) präsentierte. 1943 trat er mit dem Harmonikaspieler Dany Kane auf; Aufnahmen aus dem Jahr 1944 wurden erst 2003 veröffentlicht. Nach dem Ende der deutschen Besetzung fand er wieder regelmäßig Arbeit, nahm aber erst 1947 (mit Violinist Roger Godet) wieder auf, wobei er der Stilistik Reinhardts verpflichtet blieb. Auch in den 1950er Jahren präsentierte er die Hot Club-Besetzung (und nahm mit ihr weiter auf, mit Violinist Gilles Bruno), spielte aber unter eigenem Namen auch mit Roger Guérin und Maurice Vander und experimentierte 1957 mit Besetzungen mit Vibraphonist Roby Poitevin und konventioneller Rhythmusgruppe. Daneben war er auch an den Waltz Musette-Experimenten seines Bruders Baro (Panique/La Folle, 1946) und Einspielungen seines Bruders Matelo Ferret (1960) beteiligt. Nach seinem Tod präsentierte seine Familie im Pariser Olympia, eine Nuits de Gitans, auf der neben seinen Brüdern Baro und Matelo und seinem Cousin Challain Ferret auch Stéphane Grappelli und Babik Reinhardt auftraten.

## Diskographische Hinweise
- Sarane Ferret et le Quintette de Paris (1941–1956)
- Les Fréres Ferret: Les Gitanes de Paris 1938–1956 (Frémeaux et Associés)